# Dimensione inferno
Dimensione inferno (Purple Hearts) è un film statunitense del 1984 diretto da Sidney J. Furie.